# Challenger de Yokohama 2024
El torneo Keio Challenger 2024, denominado por razones de patrocinio YOKOHAMA KEIO CHALLENGER by MITA KOSAN fue un torneo de tenis perteneció al ATP Challenger Tour 2024 en la categoría Challenger 75. Se trató de la 17ª edición; el torneo tuvo lugar en la ciudad de Yokohama (Japón), desde el 18 hasta el 24 de noviembre de 2024 sobre pista dura al aire libre.

## Jugadores participantes del cuadro de individuales
| Preclasificado | País                 | Jugador            | Rank1 | Posición en el torneo |
| 1              | Bandera de Italia    | Mattia Bellucci    | 104   | Primera ronda         |
| 2              | Bandera de Japón     | Yasutaka Uchiyama  | 144   | Primera ronda         |
| 3              | Bandera de Hong Kong | Coleman Wong       | 159   | Cuartos de final      |
| 4              | Bandera de Australia | Alex Bolt          | 160   | Primera ronda         |
| 5              | Bandera de Japón     | Sho Shimabukuro    | 177   | Primera ronda         |
| 6              | Bandera de Australia | Li Tu              | 178   | FINAL                 |
| 7              | Bandera de Austria   | Jurij Rodionov     | 197   | Primera ronda         |
| 8              | Bandera de Francia   | Constant Lestienne | 198   | Semifinales           |

- 1 Se ha tomado en cuenta el ranking del 11 de noviembre de 2024.

### Otros participantes
Los siguientes jugadores recibieron una invitación (wild card), por lo tanto ingresan directamente al cuadro principal (WC):
- Masamichi Imamura
- Lennon Roark Jones
- Rei Sakamoto

Los siguientes jugadores ingresan al cuadro principal tras disputar el cuadro clasificatorio (Q):
- Federico Cinà
- Omar Jasika
- Nam Ji-sung
- Christoph Negritu
- Jakub Paul
- Philip Sekulic

## Campeones

### Individual Masculino
- Yuta Shimizu derrotó en la final a  Li Tu por 6–7(4), 6–4, 6–2

### Dobles Masculino
- Benjamin Hassan /  Saketh Myneni derrotaron en la final a  Blake Bayldon /  Calum Puttergill por 6–2, 6–4